# لاري فيرغسون
لاري فيرغسون (بالإنجليزية: Larry Ferguson)‏ (19 مارس 1940 بماديسون في الولايات المتحدة - 31 مايو 2015 بشيكاغو هايتس في الولايات المتحدة) هو لاعب كرة القدم الكندية ولاعب كرة قدم أمريكية ولاعب كرة قدم أمريكي في مركز خط وسط ‏. لعب مع آيوا هوك آيز فوتبول ‏.

## وصلات خارجية
- لاري فيرغسون على موقع مرجع كرة القدم المحترفة.كوم (الإنجليزية)
- لاري فيرغسون على موقع JustSportsStats.com (الإنجليزية)